# Palhada
Palhada é um bairro da cidade de Nova Iguaçu, no estado do Rio de Janeiro.

## Deliminatação
046 – BAIRRO PALHADA - Começa no encontro da Estr. Cabuçu-Austin (Divisa municipal com o Município de Queimados – Lei n.º 1773, de 21 de dezembro de 1990) com a Linha de Transmissão da Light. O limite segue pelo eixo da Linha de Transmissão da Light até a Estr. da Palhada, segue por esta (incluída) até a RJ 105 – Av. Abílio Augusto Távora, segue por esta (incluída) até a Rua José Cabral (antiga Estr. da Mineira), segue por esta (incluída) até a Estr. Cabuçu-Austin, segue por esta (incluída) até a Divisa municipal com o Município de Queimados – Lei n.º 1773, de 21 de dezembro de 1990, segue por esta divisa (no sentido Nordeste), até o ponto inicial desta descrição.

## História
Localiza-se entre os bairros Valverde, Vale do Sol, Vaz Martins, Rodilvânia e Jardim Laranjeiras.